# Rattus koopmani
Rattus koopmani är en däggdjursart som beskrevs av Guy G. Musser och Holden 1991. Rattus koopmani ingår i släktet råttor, och familjen råttdjur. IUCN kategoriserar arten globalt som otillräckligt studerad. Inga underarter finns listade i Catalogue of Life.
Denna råtta förekommer på en mindre ö som ligger öster om Sulawesi. Troligen kan den anpassa sig till alla habitat som finns på ön.